# Баї Буре
Баї Буре, також Бай Буре (англ. Bai Bureh; 15 лютого 1840 — 24 серпня 1908) — племінний вождь локо та правитель королівства Кассе на території сучасних Ліберії та Сьєрра-Леоне. Буре був як військовим і політичним лідером, а й мусульманським проповідником-суфієм. Він очолив повстання темне та локо проти британського правління у 1898 році в північній частині сучасного Сьєрра-Леоне. Попри те, що він програв війну й у 1899 році був відправлений у вигнання, 1905 року він зміг повернутися на батьківщину і продовжував правити своїм королівством аж до самої смерті 1908 року.
Також знаний як Кебалі, Кабала та Кебалай.

## Біографія

### Походження та ранні роки
Батько Буре був муллою та воєначальником племені локо, а його мати походила з родини торговців із племені темне. Сам Буре завжди заявляв, що є представником народу темне, проте деякі сучасні історики вважають його представником племені локо. Його батько за сімейною традицією відправив маленького сина до села Гбендембу на півночі країни для навчання військового мистецтва. Там він отримав прізвисько Кебалай (мовою темне це означає «той, хто не втомлюється від війни»).

### Воєначальник
Повернувшись до рідного села, Кебалай став його правителем й успішно вів війни із сусідніми правителями. У 1860 — 1870-х роках під прапором джихаду робив успішні набіги на населені пункти сусідніх племен. До 1880-х років уже мав репутацію найкращого воїна всієї півночі Сьєрра-Леоне. Баї Буре став знаним на всій території Камбії (північній частині сьогоднішньої держави Сьєрра-Леоне) своєю відвагою та військовими успіхами, оскільки у 1882 році він успішно відбив вторгнення загонів народу сусу з території сучасної Гвінеї.
Після вигнання сусу здобув ще низку перемог над іншими сусідніми племенами і 1887 року був коронований верховним правителем королівства Кассе недалеко від Порт-Локо, отримавши королівський титул Баї Буре. Це зробило його одним із найвпливовіших правителів на території сучасної Сьєрра-Леоне. Британці були змушені зважати на його авторитет і до середини 1890-х років не конфліктували з ним.
Спочатку Бай Буре підтримував союзницькі відносини із британцями. Він допомагав їм вести боротьбу з французькими колоніальними силами у Гвінеї після того, як французькі війська у 1893 році напали на британську експедицію, яку вони прийняли за мусульманських найманців. Після цього інциденту Фрітаун став штабом британської армії у Західній Африці. Там було створено базу, де постійно знаходилися підрозділи піхоти, артилерії й інженерів. У самій колонії з місцевого африканського населення було створено батальйон Західноафриканських прикордонних військ, безпосередньо підпорядкований Міністерству у справах колоній.

### Війна із британцями
До початку XIX століття британська колонія Фрітаун займала лише невелику частину (півострів Сьєрра-Леоне) сучасної території Сьєрра-Леоне. У внутрішніх районах країни завдяки договорам з місцевими вождями склалася система «зони під охороною». Британський контроль над внутрішніми районами Сьєрра-Леоне поступово розширювався протягом усього XIX століття. На Берлінській конференції 1884 року Велика Британія оголосила свої права на частину Африки. Після цього було оголошено протекторат над внутрішніми територіями сучасного Сьєрра-Леоне. У 1896 році влада метрополії у відповідь на прохання колоніальної адміністрації Сьєрра-Леоне встановила на території «зони під охороною» протекторат. Він був розділений на п'ять округів, кожен із яких керувався вождем і колоніальним комісаром. 1 січня 1898 року губернатор Сьєрра-Леоне полковник Фредерік Кардью ввів податок на хатини — від 5 до 10 шилінгів. Податок міг виплачуватись грошима, натурою (скотом, зерном) або у формі відпрацювання натуральних повинностей. Обсяг податку залежав від розміру хатини. Тих, хто не міг платити, заарештовували та відправляли на примусові роботи. Отримані таким чином гроші витрачалися британцями на фінансування колоніальної адміністрації, будівництво доріг й інших об'єктів інфраструктури.
Баї Буре відмовився сплачувати податок на хатини і став одним із 24 племінних вождів, які підписали петицію про скасовування податку. Британці відповіли на цю петицію грубою силою: заарештували та повалили кількох вождів.
У 1898 році британський уряд спробував заарештувати Баї Буре. Ця спроба закінчилася невдачею і призвела до збройного повстання, що тривало близько десяти місяців, яке надалі стало відоме як повстання Баї Буре, а в британських джерелах — як Податкова війна 1898 року.
Спочатку у повстанні брали участь переважно темне — представники однієї з найбільших етнічних груп Сьєрра-Леоне, але незабаром до них приєдналися менде, локо, буллом, сусу, населення острова Шербро й інші. Вони нападали на невеликі загони колоніальних військ, поліційні дільниці та збирачів податків.
Британські війська, залучені в придушенні повстання, були добре навчені і чудово озброєні підрозділи регулярної армії, тоді як іррегулярні загони Бай Буре були озброєні тільки ножами, списами, пращами і застарілими типами рушниць. Водночас Баї Буре ввів у своїх загонах сувору дисципліну, навіть сильний вогонь не міг змусити воїнів відступити, доки вони не отримували відповідного наказу. До 19 лютого 1898 року були перерізані лінії зв'язку і перекриті дороги між Фрітауном і Порт-Локо.

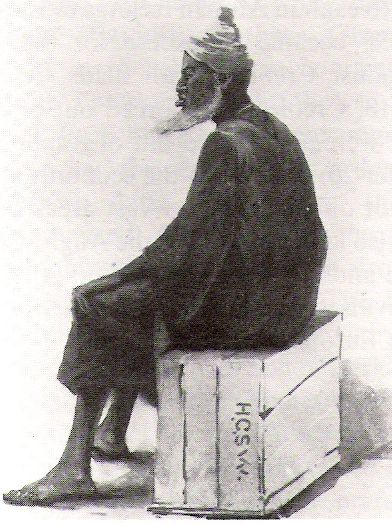
Баї Буре у полоні в англійців. Малюнок із натури Г. Е. Гріна (1898)

У березні британці в терміновому порядку відправили до Сьєрра-Леона ще дві роти солдатів з острова Святої Єлени, у фрітаунську гавань прибуло шість військових кораблів. Відбулися дві великі битви, які повстанці програли. У квітні повстання підняли манде і споріднені з ним народи, і воно поширилося на весь південь колонії. Британцям не вдавалося ні придушити, ні локалізувати ці повстання, доки вони не перейшли до тактики випаленої землі. Наприкінці травня 1898 року під час масованого наступу колоніальні війська спалили і зруйнували велику кількість міст і сіл, вбили близько двох тисяч повстанців.
Зазнавши великих втрат від вогнепальної зброї, що використовували солдати колоніальної армії, повстанці змінили тактику і перейшли до партизанської війни, створюючи вогнища повстання в різних місцях. Баї Буре особисто брав участь у вилазках партизанів, особистим прикладом піднімаючи бойовий дух.
Влітку 1898 року губернатор Кардью запропонував винагороду у розмірі ста фунтів стерлінгів за голову Баї Буре. У відповідь Бай Буре запропонував уп'ятеро більше за голову губернатора. Попри численні спроби колоніальної влади схопити його, він уникав полону. Місцеві жителі приписували Буре різного роду магічні здібності, нібито він міг довгий час залишатися під водою або ставати невидимим, зникати і з'являтися несподіваним чином.
Повстанці створювали в Кассі ланцюг оборонних споруд, які британські війська не могли подолати. У відповідь бійці батальйону Західноафриканських прикордонних військ спалили 97 сіл і стратили кілька сотень мирних жителів. Внаслідок цих дій колоніальних військ повстанці втратили підтримку населення і почали потребувати спорядження та провіанту. Побачивши таке положення, вожді інших племен покинули Баї Буре та припинили повстання. Усвідомивши безвихідь ситуації, Баї Буре кілька разів пропонував британцям розпочати мирні переговори, проте всі його пропозиції були відкинуті. Для британців придушення цього повстання стало однією з кількох великих колоніальних кампаній у Західній Африці у вікторіанську добу. Крім підрозділів підтримки та військово-морської бригади чисельністю 280 осіб, британські колоніальні сили складалися з Вест-Індських полків, нещодавно сформованого Західноафриканського батальйону, прикордонної поліції Сьєрра-Леоне та місцевих африканських добровольців. Загальні втрати британців склали 67 осіб убитими та 184 пораненими. Також загинуло 90 африканських носіїв, а кількість жертв серед африканських добровольців, які виступали на боці Британії, залишилося невідомим.
11 листопада Баї Буре здався урядовим військам, але останні осередки опору були придушені лише до квітня 1899 року. Британці повісили майже 100 його бійців, але зберегли життя самому Баї Буре, якого відправили у Фрітаун. Там він постав перед судом, який спершу звинуватив Баї Буре у державній зраді (покаранням за такий злочин мало бути повішення), проте потім звинувачення було змінено на менш суворе. Внаслідок 30 липня 1899 року суд у Фрітауні засудив Баї Буре і двох його соратників до посилання в інше британське володіння в Африці — Британський Золотий Берег (сучасна Гана).
Проте вже 1905 року Бай Буре повернувся в Сьєрра-Леоне і знову став правителем королівства Кассе, де і помер 1908 року.

## Пам'ять
Після здобуття Сьєрра-Леоне державної незалежності Баї Буре став у цій країні одним із найбільших національних героїв. Відомі лише два достовірні зображення Баї Буре: фотографія, виявлена 2013 року, і малюнок олівцем, виконаний з натури британським офіцером Г. Е. Гріном.
У 1960-х роках Гері Шульце, який служив у Корпусі світу США, сплатив за створення статуї Баї Буре в натуральну величину. Вона була встановлена в Національному музеї Сьєрра-Леоне.
Баї Буре зображений на лицьовій стороні банкноти Сьєрра-Леоне номіналом 1000 леоне випуску 2010 року.